# Pseudonicsara abbreviata
Pseudonicsara abbreviata är en insektsart som beskrevs av Sigfrid Ingrisch 2009. Pseudonicsara abbreviata ingår i släktet Pseudonicsara och familjen vårtbitare. Inga underarter finns listade i Catalogue of Life.